# Apiocera moderata
Apiocera moderata är en tvåvingeart som beskrevs av Paramonov 1953. Apiocera moderata ingår i släktet Apiocera och familjen Apioceridae. Inga underarter finns listade i Catalogue of Life.